# Beidou (Satellitennavigation)

Emblem der Strategischen Kampfunterstützungstruppe

Beidou (chinesisch 北斗, Pinyin Běidǒu – „Großer Bär“, Abkürzung BDS) ist ein chinesisches Satellitennavigationssystem. Das System ist weltweit nutzbar und seit April 2022 für zivile Anwender mit einer Genauigkeit von 4,4 Metern freigegeben.
Beidou wird von der Abteilung für Langzeitbetreuung von Raumflugkörpern (航天器长期管理部) am Satellitenkontrollzentrum Xi’an der Strategischen Kampfunterstützungstruppe der Volksbefreiungsarmee betrieben.
Die Vermarktung der zivilen Dienste erfolgt über das „Büro für die Verwaltung des chinesischen Satellitennavigationssystems“ (中国卫星导航系统管理办公室,  Zhōngguó Wèixīng Dǎoháng Xìtǒng Guǎnlǐ Bàngōngshì).

## Geschichte
Schon Ende der 1970er Jahre, nachdem die USA 1978 den ersten GPS-Satelliten gestartet hatten, hat man in China im Rahmen der Reform- und Öffnungspolitik über ein kommerzielles satellitengestütztes Positionsbestimmungssystem nachgedacht. Das Projekt namens „Leuchtturm“ (灯塔, Pinyin Dēngtǎ) verlief dann jedoch aus verschiedenen Gründen, primär wegen der mangelnden Wirtschaftskraft Chinas, im Sande.
Nachdem die Sowjetunion am 12. Oktober 1982 ihre ersten drei GLONASS-Satelliten gestartet hatte und nachdem US-Präsident Ronald Reagan in Folge des Abschusses von Korean-Air-Lines-Flug 007 am 16. September 1983 die Öffnung des GPS-Systems für den zivilen Gebrauch bekanntgegeben hatte, erwachte in China erneut das Interesse an einem satellitengestützten Navigationssystem.
Chen Fangyun vom Satellitenkontrollzentrum Xi’an schlug in Anbetracht der damals noch begrenzten wirtschaftlichen Möglichkeiten Chinas vor, anders als in den USA und der Sowjetunion hierfür nur zwei geostationäre Kommunikationssatelliten, die seit 1975 in der Entwicklung waren, und eine Bodenstation zu verwenden: die Bodenstation sollte ein Signal über die Satelliten an das Gerät beim Nutzer senden und dieses sendete ein Antwortsignal über die Satelliten zurück an die Bodenstation, wo aus der unterschiedlichen Laufzeitverzögerung bei beiden Satelliten die Position des Nutzers bestimmt wurde, die diesem wiederum über die Satelliten mitgeteilt wurde. Der Arbeitstitel des Projekts lautete „Doppelsatellit-Positionsbestimmungssystem“ (双星定位系统,  Shuāngxīng Dìngwèi Xìtǒng).
Am 8. April 1984 hat China mit Dong Fang Hong 2-2 erstmals einen geostationären Satelliten im Orbit platziert. Ein Jahr später, im April 1985, stellte Chen Fangyun sein Konzept auf einer Konferenz öffentlich vor. Im März 1986 wurde ein vorläufiger Antrag auf Entwicklung des Doppelsatellit-Positionsbestimmungssystems gestellt, und im April 1986 fand eine Sitzung zur Einschätzung der Machbarkeit statt. Drei zentrale Fragen kristallisierten sich heraus:
- Warum brauchen wir dieses Doppelsatellit-Positionsbestimmungssystem, wenn es bereits das GPS-System gibt?
- Ist das System mit unserem Technologie-Niveau machbar?
- Können wir es finanzieren?

Abgesehen vom Vorteil, dass das Doppelsatellit-Positionsbestimmungssystem, da es über Kommunikationssatelliten lief, im Gegensatz zum GPS auch die Übermittlung kurzer Textnachrichten erlauben würde, kamen die Sitzungsteilnehmer nach heftiger Diskussion überein, dass es unter geostrategischen Gesichtspunkten und um die Sicherheit des Landes zu gewährleisten, wichtig sei, ein eigenes Navigationssystem zu entwickeln. 17 Teilprojekte wurden definiert, Sun Jiadong (孙家栋, * 1929) wurde zum Chefkonstrukteur der Satelliten ernannt, und Chen Fangyun – im Alter von 70 Jahren – zum Chefkonstrukteur der elektronischen Systeme. Mit dem Doppelsatellit-Projekt konnte man zwar nicht die ganze Erde abdecken – dazu waren in der Theorie 24 Satelliten nötig – aber für das chinesische Staatsgebiet waren zwei Satelliten ausreichend.
Die Ingenieure begannen bei verschiedenen Ministerien Forschungsgelder einzuwerben, vom Eisenbahnministerium bis zur Forstverwaltung.
1989 führten die 13 an dem Projekt beteiligten Firmen und Dienststellen schließlich mit bereits im Orbit befindlichen Nachrichtensatelliten und den dem Satellitenkontrollzentrum Xi’an unterstehenden Bodenstationen die ersten praktischen Tests durch. Dabei gelang es, die Position eines Messtrupps auf 30 m genau zu bestimmen. Dies war weit besser, als man sich erhofft hatte. Nachdem die von den USA im Zweiten Golfkrieg 1991 mit ihren GPS-gelenkten Raketen erzeugten Zerstörungen die Verantwortlichen bei der Volksbefreiungsarmee tief beeindruckt hatten, genehmigte die chinesische Regierung am 10. Januar 1994 unter dem Eindruck des Yinhe-Zwischenfalls im August 1993
einen Anfang 1993 von der Chinesischen Akademie für Weltraumtechnologie eingereichten Plan für den Bau der Beidou-1-Satelliten, mit denen zunächst das „Beidou-Satellitennavigation-Versuchssystem“ aufgebaut werden sollte.

## Beidou-Satellitennavigation-Versuchssystem (Beidou 1)

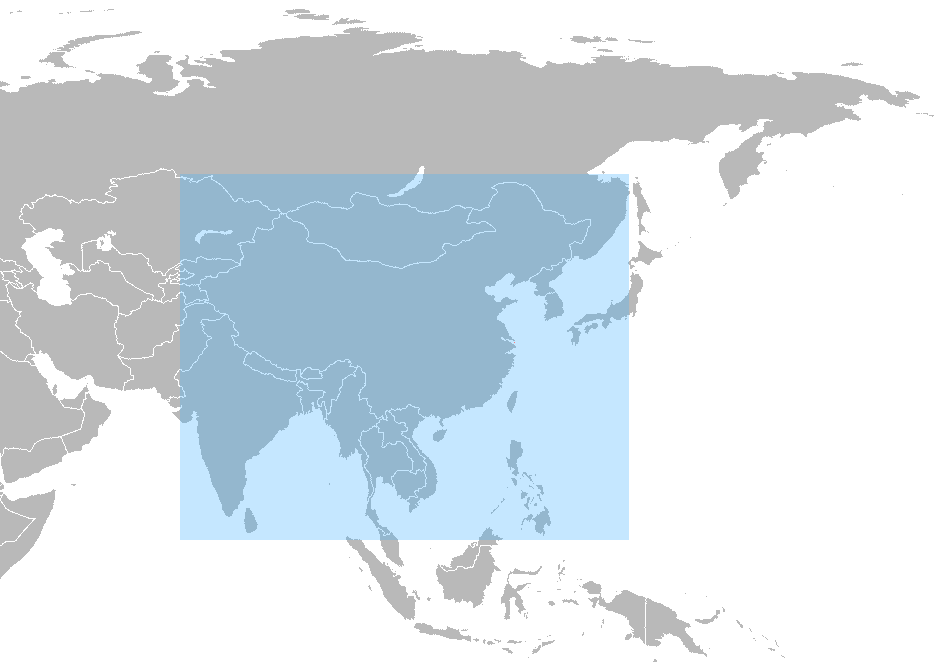
Empfangsbereich des Beidou-Versuchssystems (2003)

Das Beidou-Satellitennavigation-Versuchssystem (北斗衛星導航試驗系統 / 北斗卫星导航试验系统,  Běidǒu Wèixīng Dǎoháng Shìyàn Xìtǒng) beruhte immer noch auf Chen Fangyuns ursprünglichem Konzept mit zwei Satelliten in geostationärer Umlaufbahn. Der Namenswechsel von dem sperrigen „Doppelsatellit-Positionsbestimmungssystem“ auf „Beidou“ war von dem schon 1994 sehr populären „Heldenlied“ (好汉歌) von Liu Huan inspiriert, wo sich die Sterne am Himmel bzw. die 108 Mensch gewordenen Helden vom Liang-Schan-Moor alle am Großen Bären orientieren. Der Plan sah vor, bei 80° und 140° östlicher Länge jeweils einen Satelliten über dem Äquator zu stationieren, wodurch ein Gebiet zwischen 70° und 140° östlicher Länge und 5° bis 55° nördlicher Breite abgedeckt werden konnte, also von der West-, Nord- und Ostgrenze Chinas bis hinunter nach Ceylon. Für den Fall, dass einer der beiden Satelliten ausfiel, sollte zwischen ihnen, auf 110,5° östlicher Länge, ein Reservesatellit stationiert werden, der zusammen mit dem jeweils anderen das System aufrechterhalten konnte.
Das vom Büro für Topographie und Kartographie beim Generalstab unter der Leitung von Brigadegeneral (ab Juli 2008 Generalmajor) Yuan Shuyou (袁树友) betriebene Versuchssystem
war dafür ausgelegt, 540.000 Nutzer pro Stunde mit Daten zu versorgen, 150 davon gleichzeitig. Die horizontale Genauigkeit lag bei 100 m, nach der Einrichtung von Referenzstationen und der Verwendung von Differenzmethoden bei 20 m. Unter optimalen Bedingungen, d. h., wenn Sichtverbindung mit beiden Satelliten bestand, fand alle 5 Sekunden eine neue Ortsbestimmung statt.
Dazu konnten noch Textnachrichten mit bis zu 120 Schriftzeichen (etwa sechs lange Sätze) übertragen werden. Anders als später die Satelliten des eigentlichen Beidou-Systems hatten die Versuchssatelliten noch keine eigenen Rubidium-Oszillatoren oder Wasserstoff-Maser-Uhren an Bord, sondern bezogen ihr Zeitsignal vom Satellitenkontrollzentrum Xi’an; die Genauigkeit des Zeitgebers
betrug 20–100 Nanosekunden.
Außerdem verfügte das System über keine Möglichkeit zur Messung der Geschwindigkeit des Nutzers, was es unmöglich machte, es zur Steuerung von Lenkraketen zu verwenden.
Am 18. April 2000 genehmigte die Internationale Fernmeldeunion den Antrag der Volksrepublik China auf eine Sendefrequenz (2491,75 MHz) und die Orbits der Satelliten. Am 30. Oktober bzw. 20. Dezember 2000 wurden daraufhin die ersten beiden Satelliten, Beidou-1A und Beidou-1B, vom Kosmodrom Xichang aus gestartet, am 24. Mai 2003 folgte der Reservesatellit Beidou-1C.
Am 2. Februar 2007 wurde ein vierter Satellit, Beidou-1D, gestartet, der nach mehr als sechs Jahren auf 144° östlicher Länge als Reserve für Beidou-1A dienen sollte (die auf dem DFH-3-Bus basierenden, ohne Treibstoff 1100 kg schweren Satelliten hatten eine reguläre Lebensdauer von fünf Jahren).
Bei diesem Satelliten ergab sich jedoch kurz nach dem Start ein Problem mit dem südlichen Solarmodul, was dazu führte, dass er nicht mehr in die korrekte Umlaufbahn gebracht werden konnte. Nach zweimonatiger Fernwartung durch das Forschungsinstitut 513 der Chinesischen Akademie für Weltraumtechnologie in Yantai gelang es schließlich am 11. April 2007 doch noch, den Satelliten im richtigen Orbit zu platzieren, wo er von da an ordnungsgemäß arbeitete.
| Lfd. Nr. | Start (UTC)   | Träger- rakete | Satel- liten- name | Orbit    | Position (östl. Länge) | Katalog- Nr. (AFSC) | COSPAR- Bezeichnung | Bemerkung               |
| Beidou-1 | Beidou-1      | Beidou-1       | Beidou-1           | Beidou-1 | Beidou-1               | Beidou-1            | Beidou-1            | Beidou-1                |
| -------- | ------------- | -------------- | ------------------ | -------- | ---------------------- | ------------------- | ------------------- | ----------------------- |
| 1        | 30. Okt. 2000 | CZ-3A          | 1A                 | GEO      | 140°                   | 26599               | 2000-069A           | seit 2011 außer Betrieb |
| 2        | 20. Dez. 2000 | CZ-3A          | 1B                 | GEO      | 80°                    | 26643               | 2000-082A           | seit 2011 außer Betrieb |
| 3        | 24. Mai 2003  | CZ-3A          | 1C                 | GEO      | 111°                   | 27813               | 2003-021A           | seit 2012 außer Betrieb |
| 4        | 2. Feb. 2007  | CZ-3A          | 1D                 | GEO      | 144°                   | 30323               | 2007-003A           | seit 2009 außer Betrieb |

Während beim amerikanischen Global Positioning System die in diversen Orbits kreisenden Satelliten ständig ihre aktuelle Position ausstrahlen, woraus der Empfänger dann seine eigene Position berechnet, fand beim Beidou-Versuchssystem eine Kommunikation in beide Richtungen statt. Dies erforderte einen Sender im Endgerät des Nutzers, was besagte Geräte relativ groß, schwer und teuer machte, außerdem hatten sie einen hohen Stromverbrauch. Im Jahr 2008 kostete ein von der Space Star Weltraumtechnologie GmbH (航天恒星空间技术应用有限公司, über die China Spacesat Corporation ein Tochterunternehmen der Chinesischen Akademie für Weltraumtechnologie)
hergestelltes Endgerät 20.000 Yuan, fast zehnmal so viel wie ein GPS-Empfänger.
Damals kostete eine große Schale Nudelsuppe mit Rindfleisch 3,50 Yuan; obwohl das im Dezember 2003 in Betrieb gegangene Beidou-System im April 2004 für chinesische zivile Nutzer freigegeben wurde, wurde es primär von der Fischereibehörde des Landwirtschaftsministeriums, Militär, Grenzschutz und der damals der Bewaffneten Volkspolizei unterstehenden Feuerwehr genutzt.
In letzteren Anwendungsbereichen war das Zweiwege-Prinzip ein großer Nachteil: wenn eine Patrouille in einem Bergtal während der relativ lang dauernden Positionsberechnung den Sichtkontakt mit dem Satelliten verlor, gab es keine korrekte Positionsbestimmung.
Bei dem schweren Erdbeben in Sichuan 2008 erwies sich das Beidou-System dennoch als äußerst nützlich. An die Rettungsmannschaften wurden mehr als 1000 Endgeräte ausgegeben. Das Satellitenkontrollzentrum Xi’an nutzte die chinesischen Wetter- und Erdbeobachtungssatelliten, um sich aus dem Weltraum einen Überblick über die Zerstörungen in den abgelegenen Dörfern zu verschaffen, lotste die Rettungsteams über Beidou zu den am schlimmsten betroffenen Orten, und diese übermittelten dann über die Kurznachrichten-Funktion des Systems detaillierte Berichte über die Lage vor Ort.

## Asien-Pazifik-Raum (Beidou 2)

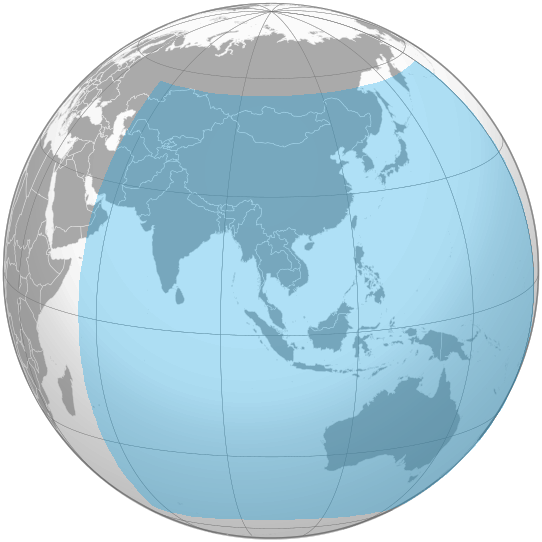
Empfangsbereich von Beidou 2 (2012)

Durch die Notwendigkeit ständig mit zwei 60° voneinander entfernten, tief am südlichen Horizont stehenden Satelliten Sichtverbindung zu halten, war das Beidou-Versuchssystem für militärische Zwecke nicht wirklich geeignet, vor allem im bergigen Gelände Südwestchinas. Dazu kam noch, dass bei Chen Fangyuns System die Positionsberechnung in der zentralen Bodenstation stattfand. Im Falle eines bewaffneten Konflikts hätte es genügt, das Satellitenkontrollzentrum Xi’an auszuschalten, und das gesamte System wäre lahmgelegt gewesen. Bereits Anfang 2000, noch vor der Weltfunkkonferenz in Istanbul (8. Mai bis 2. Juni) und noch bevor der erste Satellit des Versuchssystems gestartet war, hatte man bei der Internationalen Fernmeldeunion Frequenzen und Orbits für ein weltumspannendes passives Positionsbestimmungssystem beantragt, das beim Nutzer keinen Sender mehr erforderte und neben den geostationären auch Satelliten in geneigten Bahnen verwendete, genauso wie GPS oder GLONASS. Am 18. April 2000 wurden besagte Frequenzen und Orbits von der ITU genehmigt.
Nun hatte man sieben Jahre Zeit, den ersten Satelliten ins All zu schicken, dann würden die nicht genutzten Frequenzen verfallen. Nachdem das Versuchssystem im Dezember 2003 erfolgreich in Betrieb genommen worden war,
erhob sich die Frage, ob man bei dem endgültigen System von Anfang an ein globales Netz aufbauen wollte, oder schrittweise vorgehen sollte. Nach kontroverser Diskussion entschied man sich für letzteres: zuerst eine Abdeckung des Asien-Pazifik-Raums, dann die ganze Welt. 2004 wurde das unter der Bezeichnung „Beidou 2“ (北斗二号,  Běidǒu Èr Hào) bekannte Projekt für den Asien-Pazifik-Raum von der chinesischen Regierung genehmigt.
In Anbetracht der von der Internationalen Fernmeldeunion gesetzten Frist war das sehr spät. Im Normalfall dauert die Entwicklung eines Satelliten fünf Jahre. Mit zahlreichen Überstunden gelang es dann aber doch noch, Anfang April 2007 den ersten, für eine mittlere Erdumlaufbahn (MEO) mit einer Bahnneigung von 57° gedachten Satelliten zusammen mit einer Trägerrakete vom Typ Changzheng 3A zum Kosmodrom Xichang zu bringen. Die Rakete wurde zusammengebaut, der Satellit montiert, da bemerkte man bei der dritten Hauptüberprüfung, kurz vor dem Start, dass das vom Transponder des Satelliten ausgesandte Signal instabil war. Dies war eine Kernkomponente des Satelliten. Bei einer grundlegenden Reparatur riskierte man, die Frist der ITU nicht einhalten zu können, und wenn man das Problem nicht löste, riskierte man, dass die Beidou-Nutzer kein Signal empfingen. Dazu kam noch, dass sich die Herstellerfirma des Transponders in Shanghai befand und innerhalb der vom Kosmodrom gesetzten Frist von drei Tagen nicht erreicht werden konnte. Man entschied sich daraufhin für ein Labor in Chengdu, baute vom Startturm aus in 50 m Höhe den Transponder aus und brachte ihn in einer abenteuerlichen Fahrt über gewundene Bergstraßen in die Provinzhauptstadt. Am 14. April 2007 um 04:11 Ortszeit fand schließlich der Start statt, und am 17. April um 8 Uhr abends Peking Zeit, vier Stunden vor Ablauf der Frist, sendete der Satellit sein erstes Signal.
Neben den damaligen politischen Verhältnissen und der chronischen Unterfinanzierung des Projekts lag der Grund für das Chaos darin, dass seit 2000 zwei konkurrierende Konzepte für Beidou 2 im Umlauf waren, die wiederum mehrfach revidiert wurden. Das eine Konzept, für den internationalen Gebrauch Compass-GEO genannt, sah vier Satelliten in einem geostationären Orbit (GEO) und neun Satelliten in einem um 50° geneigten geosynchronen Orbit (IGSO) vor. Das andere Konzept, Compass-GEO&MEO, sah vier geostationäre Satelliten und 12 Satelliten auf einer mittleren, um 55° geneigten Umlaufbahn vor. Am Ende kamen alle drei Arten von Umlaufbahnen zum Einsatz. Als das Beidou-2-System, also der Asien-Pazifik-Bereich, am 27. Dezember 2012 offiziell in Betrieb genommen wurde, umfasste es 5 Satelliten in geostationärem Orbit, 5 Satelliten in geneigtem geosynchronem Orbit und 4 Satelliten in einer mittleren Erdumlaufbahn von rund 21.500 km Höhe, also insgesamt 14 aktive Satelliten.
Der am 14. April 2009 gestartete geostationäre Satellit Beidou-2 G2 begann einige Monate nach dem Erreichen seiner Position nach Westen zu driften, dann wieder zurück nach Osten, und war nicht Teil des Systems. Der im April 2007 gestartete erste Satellit wurde nur als Testsatellit genutzt und bei der offiziellen Inbetriebnahme 2012 ebenfalls nicht in das Beidou-2-System übernommen.
| Lfd. Nr. | Start (UTC)   | Träger- rakete | Satel- liten- name | PRN      | Orbit          | Position (östl. Länge) | Inkli- nation | Katalog- Nr. (AFSC) | COSPAR- Bezeichnung | Bemerkung      |
| Beidou-2 | Beidou-2      | Beidou-2       | Beidou-2           | Beidou-2 | Beidou-2       | Beidou-2               | Beidou-2      | Beidou-2            | Beidou-2            | Beidou-2       |
| -------- | ------------- | -------------- | ------------------ | -------- | -------------- | ---------------------- | ------------- | ------------------- | ------------------- | -------------- |
| 1        | 13. Apr. 2007 | CZ-3A          | M1                 | C30      | MEO            | –                      | 57°           | 31115               | 2007-011A           | Testsatellit   |
| 2        | 14. Apr. 2009 | CZ-3C          | G2                 | –        | Friedhofsorbit | –                      | 8,2°          | 34779               | 2009-018A           | nie in Betrieb |
| 3        | 16. Jan. 2010 | CZ-3C          | G1                 | C01      | GEO            | 140°                   | 2°            | 36287               | 2010-001A           |                |
| 4        | 2. Juni 2010  | CZ-3C          | G3                 | C03      | GEO            | 110°                   | 2°            | 36590               | 2010-024A           |                |
| 5        | 31. Juli 2010 | CZ-3A          | IGSO1              | C06      | IGSO           | 118°                   | 55°           | 36828               | 2010-036A           |                |
| 6        | 31. Okt. 2010 | CZ-3C          | G4                 | C04      | GEO            | 160°                   | 1°            | 37210               | 2010-057A           |                |
| 7        | 17. Dez. 2010 | CZ-3A          | IGSO2              | C07      | IGSO           | 120°                   | 55°           | 37256               | 2010-068A           |                |
| 8        | 9. Apr. 2011  | CZ-3A          | IGSO3              | C08      | IGSO           | 118°                   | 55°           | 37384               | 2011-013A           |                |
| 9        | 26. Juli 2011 | CZ-3A          | IGSO4              | C09      | IGSO           | 93°                    | 55°           | 37763               | 2011-038A           |                |
| 10       | 1. Dez. 2011  | CZ-3A          | IGSO5              | C10      | IGSO           | 95°                    | 55°           | 37948               | 2011-073A           |                |
| 11       | 24. Feb. 2012 | CZ-3C          | G5                 | C05      | GEO            | 59°                    | 1°            | 38091               | 2012-008A           |                |
| 12       | 29. Apr. 2012 | CZ-3B          | M3                 | C11      | MEO            | –                      | 56°           | 38250               | 2012-018A           |                |
| 13       | 29. Apr. 2012 | CZ-3B          | M4                 | C12      | MEO            | –                      | 56°           | 38251               | 2012-018B           |                |
| 14       | 18. Sep. 2012 | CZ-3B/E        | M5                 | C13      | MEO            | –                      | 56°           | 38774               | 2012-050A           |                |
| 15       | 18. Sep. 2012 | CZ-3B/E        | M6                 | C14      | MEO            | –                      | 56°           | 38775               | 2012-050B           |                |
| 16       | 25. Okt. 2012 | CZ-3C          | G6                 | C02      | GEO            | 80°                    | 1°            | 38953               | 2012-059A           |                |
| 22       | 29. März 2016 | CZ-3A          | IGSO6              | C13      | IGSO           | 96°                    | 56°           | 41434               | 2016-021A           |                |
| 23       | 12. Juni 2016 | CZ-3C          | G7                 | C03      | GEO            | 110°                   | 1°            | 41586               | 2016-037A           |                |
| 32       | 9. Juli 2018  | CZ-3A          | IGSO7              | C16      | IGSO           | 112°                   | 55°           | 43539               | 2018-057A           |                |
| 45       | 17. Mai 2019  | CZ-3C          | G8                 | C18      | GEO            | 80°                    | 1°            | 44231               | 2019-027A           |                |

Zum Zeitpunkt der Aufnahme des Regelbetriebs hatte die chinesische Regierung seit Beginn des Projekts 1994 insgesamt mehr als 20 Milliarden Yuan für das Beidou-Satellitennavigationssystem ausgegeben, zuletzt aus dem Fonds für Nationale wissenschaftlich-technische Großprojekte. Andererseits hatten diverse Firmen in dem einen Jahr seit der Veröffentlichung der Schnittstellen-Standards
am 27. Dezember 2011 mit der Herstellung von Endgeräten etc. insgesamt bereits 120 Milliarden Yuan Umsatz gemacht, wobei diese Zahl allerdings durch den relativ hohen Preis besagter Geräte bedingt ist. Gleichzeitig hatte das Büro für die Verwaltung des chinesischen Satellitennavigationssystems unter der Leitung von Ran Chengqi (冉承其),
das das System seit dem Start des Testbetriebs am 27. Dezember 2011 betreibt, mit diversen Ministerien und Behörden Musterprojekte in die Wege geleitet, um das System bekannt zu machen. So wurden zum Beispiel in Zusammenarbeit mit dem Ministerium für Verkehrswesen in 100.000 Lastwagen Beidou-Empfänger eingebaut, um Irrfahrten zu vermeiden und Treibstoff zu sparen. Zusammen mit der Provinz Guangdong wurde ein Schiffsnavigationssystem für das Perlflussdelta aufgebaut, und die Stadtregierung von Guangzhou baute in mehr als 10.000 Fahrzeuge des öffentlichen Dienstes Beidou-Endgeräte ein. Da Beidou 2 von Beidou 1 die Möglichkeit zum – kostenpflichtigen – Versenden von Kurznachrichten und die automatische Standortmeldung des Empfängers übernommen hatte, konnte so die Verwendung von Dienstwagen für private Fahrten, ein damals weit verbreitetes Phänomen, stark reduziert werden.
Ein wichtiger Kunde für Beidou-Geräte war und ist außerdem die Volksbefreiungsarmee. So waren 2014 alle Regimenter des Heeres und alle Schiffe der Marine mit Endgeräten ausgerüstet, bei speziellen Einheiten wie Fernspähern oder Luftlandetruppen bis hinunter auf die Gruppenebene.
Was die Genauigkeit von Beidou 2 betrifft, so wurden am 27. Dezember 2012 zivilen Nutzern zwischen 55° und 180° östlicher Länge sowie 55° südlicher Breite und 55° nördlicher Breite folgende kostenlose Mindeststandards garantiert:
- Ortsbestimmung horizontal: 10 m
- Ortsbestimmung vertikal: 10 m
- Geschwindigkeitsbestimmung: 20 cm/s bzw. 0,72 km/h
- Zeitgeber: 50 Nanosekunden

Die Signale für den kostenlosen zivilen Dienst werden auf 1561,098 MHz gesendet, mit einer Bandbreite von 4,092 MHz,
seit 2013 auch auf 1207,14 MHz mit einer Bandbreite von 24 MHz. Dazu kommt noch eine dritte Frequenz – 1268,52 MHz mit einer Bandbreite von 24 MHz – für militärische Zwecke, wo die Genauigkeit der Ortsbestimmung schon 2014 bei 2,5 m lag.
Auf den ersten beiden Frequenzen gibt es zusätzlich noch kostenpflichtige Dienste.
Die militärischen und die kostenpflichtigen zivilen Dienste bieten neben der Möglichkeit zum Versenden von Kurznachrichten und der automatischen Standortmeldung eine höhere Genauigkeit – die NASA schätzte 2015 etwa 6 m in der Horizontalen – und sind störsicher.
Die von der Chinesischen Akademie für Weltraumtechnologie hergestellten Beidou-2-Satelliten basieren auf dem Satellitenbus DFH-3 und haben ein Leergewicht von 1180 kg (MEO), 1280 kg (IGSO) bzw. 1380–1550 kg (GEO). Sie haben eine Lebensdauer von acht Jahren. Die Satelliten besitzen Breitband-Antennen für die drei Navigationssignal-Frequenzen sowie einen Laser-Retroreflektor für Satellite Laser Ranging. Die fünf geostationären Satelliten haben zusätzlich noch eine Antenne für die Übermittlung der Textnachrichten im C-Band (3950–5800 MHz).

## Beidou-3-Versuchssystem

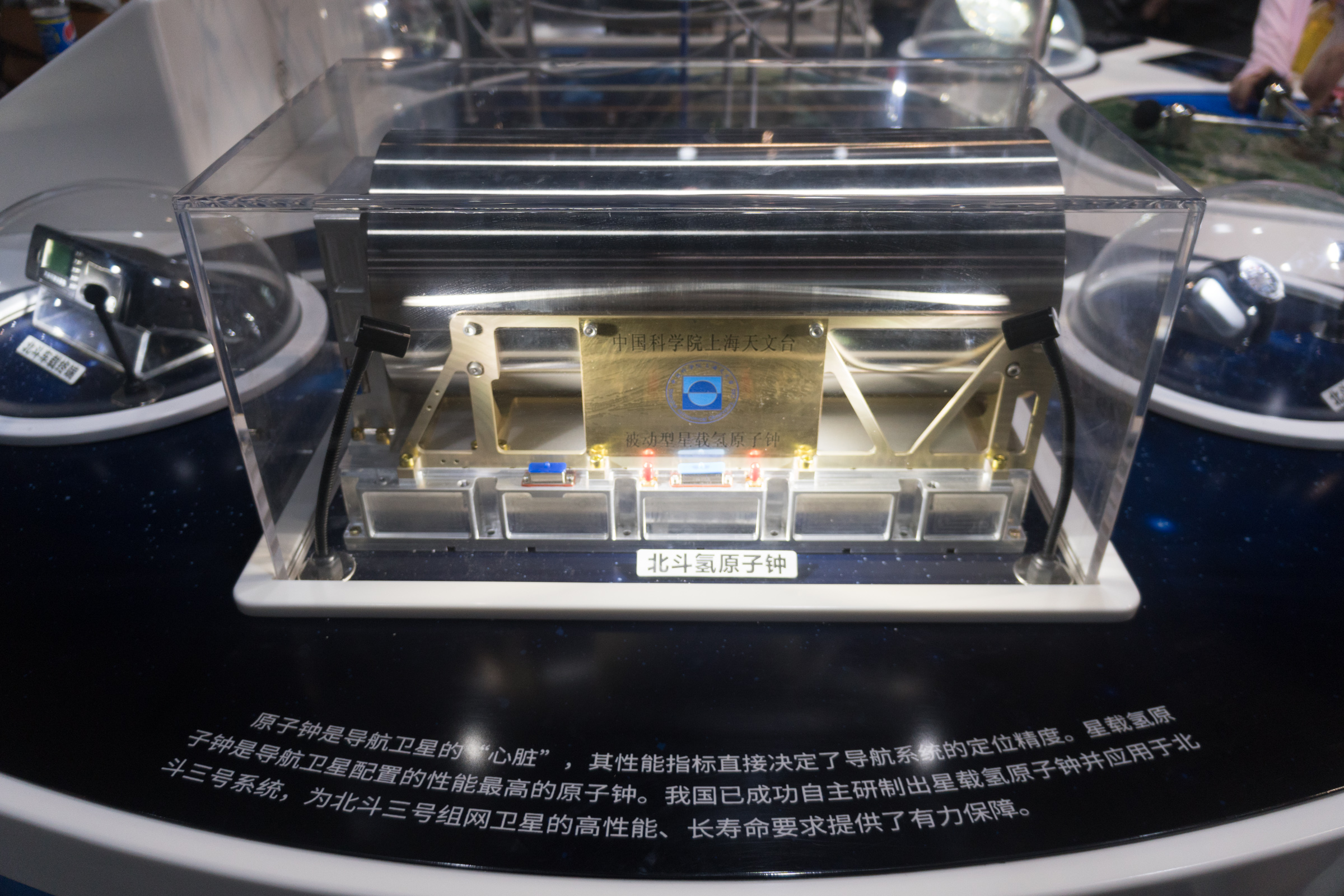
Wasserstoff-Maser-Uhr eines Beidou-3-Satelliten

Nach den unerfreulichen Ereignissen beim Kauf der Atomuhren für die Beidou-2-Satelliten in der Schweiz (siehe unten) beschlossen die Verantwortlichen in China 2005, die Zeitgeber für die globale Version des Satellitennavigationssystems im eigenen Land herzustellen. Bei der China Aerospace Science and Technology Corporation, der China Aerospace Science and Industry Corporation und am Astronomischen Observatorium Shanghai wurde jeweils eine Arbeitsgruppe eingerichtet, die sich mit dem Problem befassen sollte. Hierbei wurde der CASC und dem Forschungsinstitut 203 der CASIC die Entwicklung von satellitentauglichen Rubidium-Oszillatoren zugewiesen, international als Rubidium Atomic Frequency Standard bzw. RAFS bezeichnet.
Am Observatorium Shanghai hatte man schon Mitte der 1970er Jahre die ersten Wasserstoff-Maser-Uhren entwickelt,
das dortige Labor für Zeit- und Frequenzgeber war und ist die einzige Einrichtung in China, wo Wasserstoff-Maser serienmäßig hergestellt werden. Daher ging der Auftrag für diese Uhren dorthin. Nach zweijähriger Entwicklungszeit waren sowohl die Rubidium-Oszillatoren als auch die Wasserstoff-Maser einsatzbereit, letztere mit einer intrinsischen Frequenzdrift von 8 × 10−15 pro Tag, was zwar nicht so gut wie bei den aktiven Masern des Observatoriums war – dort liegt die Frequenzdrift bei 2 × 10−15 pro Tag – aber für den Zweck gut genug.
Damit war man beim Ausbau des Beidou-Systems ab dem Jahr 2007 vollständig unabhängig von ausländischer Technologie.

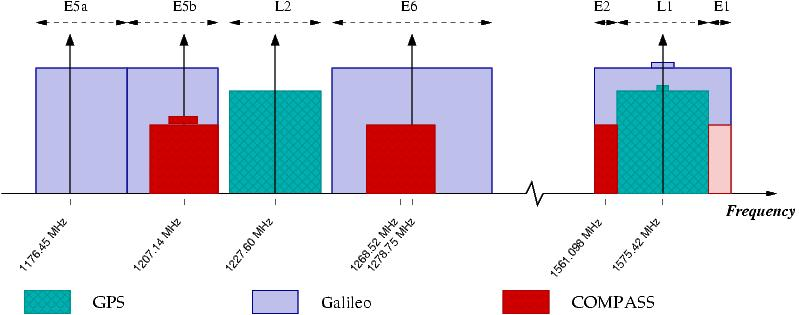
Von Navigationssatelliten genutzte Frequenzen (COMPASS=Beidou)

Nachdem 2009 die Genehmigung für die dritte Ausbaustufe des Satellitennavigationssystems erteilt worden war,
wurde zunächst, ähnlich dem Beidou-1-System, ein Beidou-3-Versuchssystem (北斗三號試驗系統 / 北斗三号试验系统,  Běidǒu Sān Hào Shìyàn Xìtǒng) mit fünf in den Jahren 2015/16 gestarteten Testsatelliten aufgebaut. Diese Testsatelliten sendeten zum einen die alten kostenlosen Beidou-2-Signale auf 1561,098 MHz mit einer Bandbreite von 4,092 MHz, von den Ingenieuren „B1-Band“ genannt, zum anderen die für Beidou 3 gedachten Signale bei 1207,14 MHz mit einer Bandbreite von 24 MHz (E5-Band) für öffentliche Nutzung und kostenpflichtige Sonderdienste, 1268,52 MHz mit einer Bandbreite von 24 MHz (B3-Band) für militärische Zwecke und 1575,42 MHz mit 32,736 MHz Bandbreite (L1-Band) für öffentliche Nutzung und kostenpflichtige Sonderdienste.
Letztere Frequenz überlappt sich mit Signalen der GPS- und der europäischen Galileo-Satelliten.
Auf dem am 29. September 2015 gestarteten, von der Chinesischen Akademie für Weltraumtechnologie hergestellten Testsatelliten Beidou 3 IGSO 2-S, der in eine um 55° zum Äquator geneigte geosynchrone Umlaufbahn gebracht wurde, kam erstmals in der chinesischen Raumfahrt eine Wasserstoff-Maser-Uhr zum Einsatz.

## Beidou 3

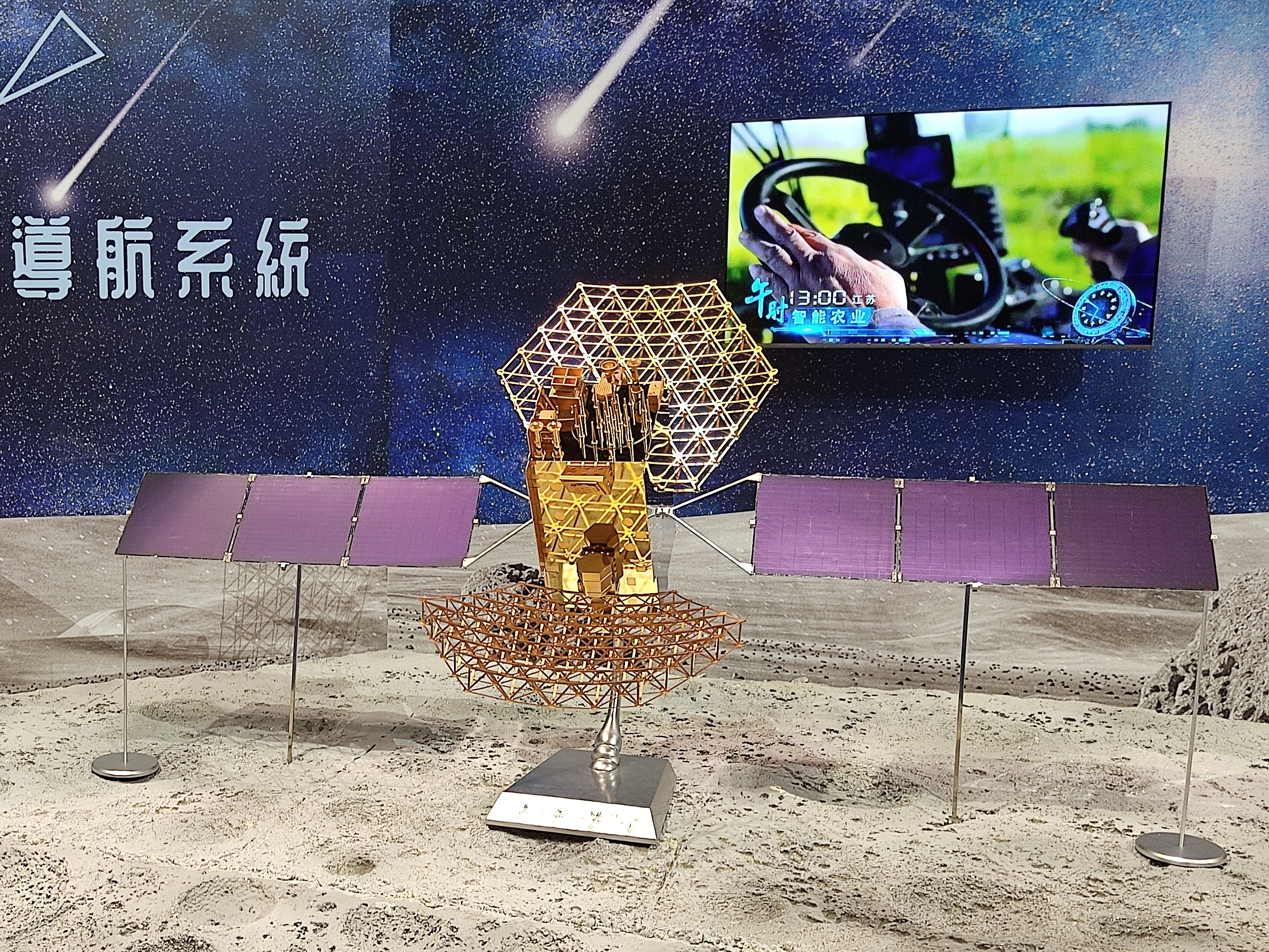
Modell eines Beidou-3-Satelliten für geneigte geosynchrone Umlaufbahnen

Am 27. Dezember 2018, auf den Tag genau sechs Jahre nach der Freischaltung von Beidou 2, wurde die Beidou-3-Basisversion (北斗三號基本系統 / 北斗三号基本系统,  Běidǒu Sān Hào Jīběn Xìtǒng) für die allgemeine Nutzung freigegeben. Zum damaligen Zeitpunkt waren das 15 Beidou-2-Satelliten und 18 seit dem 5. November 2017 gestartete Beidou-3-Satelliten, die nun zusammen operierten. Theoretisch bot China die Beidou-Dienstleistungen ab jenem Tag der gesamten Welt an, aufgrund der Position der Satelliten konnten jedoch zunächst nur die Länder Afrikas und Asiens das System sinnvoll nutzen. Ran Chengqi, der Leiter des Büros für die Verwaltung des chinesischen Satellitennavigationssystems, konnte für zivile Kunden folgende kostenlose Mindeststandards garantieren:
- Ortsbestimmung horizontal: 10 m
- Ortsbestimmung vertikal: 10 m
- Geschwindigkeitsbestimmung: 20 cm/s bzw. 0,72 km/h
- Zeitgeber: 20 Nanosekunden
- Nutzbar: 95 % des Tages

Als kostenpflichtige Dienste werden angeboten:
- Kurznachrichten mit bis zu 1000 Schriftzeichen
- Versand von Fotos
- Sprachkommunikation[43]

Da in den ASEAN-Staaten seit 2013 zusätzliche Bodenstationen für Telemetrie, Bahnverfolgung und Steuerung der Satelliten eingerichtet worden waren (siehe unten), betrug dort die Genauigkeit der Ortsbestimmung in horizontaler und vertikaler Richtung jeweils 5 m.
Im Laufe des Jahres 2019 wurden bei sechs Raketenstarts insgesamt 9 Satelliten ins All befördert, womit im Dezember jenes Jahres der Ausbau der Kernkonstellation abgeschlossen war. Zu jenem Zeitpunkt, ein Jahr nach der Freischaltung der Beidou-3-Basisversion, gab es zwar in Nord- und Südamerika sowie im Ostpazifik immer noch blinde Flecken, wo teilweise kein Satellit zu sehen war,
in dem vom System gut abgedeckten Bereichen, also Europa, Afrika und Asien, konnte jedoch die Genauigkeit der Ortsbestimmung überall auf besser als 5 m erhöht werden, sowohl horizontal als auch vertikal. Mit dem Start vom 23. Juni 2020 sind nun alle geplanten Satelliten im All. Ab Oktober 2020 wurden dann, beginnend mit dem am 16. Januar 2010 gestarteten geostationären Satelliten G1, die Beidou-2-Satelliten mit Erreichen der Altersgrenze schrittweise vom Netz genommen. Im April 2022 konnte zivilen Nutzern eine weltweite Genauigkeit von besser als 4,4 m garantiert werden.
Bis 2035, wenn ein einheitliches nationales Positionsbestimmungs-, Navigations- und Zeitgebersystem mit Beidou als Kern in Betrieb gehen soll,
soll die Zahl der aktiven Satelliten des Systems auf 35 gehalten werden – 5 in geostationären Orbits (GEO), 27 in mittleren Orbits (MEO) und 3 in geneigten geosynchronen Orbits (IGSO). Hierbei sollen die geostationären Satelliten im Idealfall bei 57,75°, 80°, 110,5°, 140° und 160° östlicher Länge stationiert sein. Die MEO-Satelliten sind auf drei um 55° geneigte Bahnebenen verteilt, deren Schnittpunkt mit dem Äquator jeweils 120° auseinanderliegt.
Da die ab 2010 gestarteten Satelliten eine reguläre Lebenserwartung von 15 Jahren besitzen, erfordert dies des Öfteren den Start neuer Satelliten. Die Satelliten des gegenwärtigen Netzwerks basieren zum Teil auf dem ab 2008 für das Beidou-2-System entwickelten DFH-3B-Bus,
zum Teil handelt es sich um Spezialanfertigungen der Chinesischen Akademie für Weltraumtechnologie und des Shanghaier Ingenieurbüros für Mikrosatelliten.
Das Leergewicht der Beidou-3-Satelliten beträgt rund 1000 kg (MEO) bzw. 3000 kg (IGSO und GEO).
Die Beidou-3-Satelliten können untereinander kommunizieren und bilden ein vom Netzwerk der Bodenstationen unabhängiges Netz im Weltall. Das für den Betrieb der Satelliten zuständige Satellitenkontrollzentrum Xi’an braucht nur einem einzigen Satelliten einen Befehl zu erteilen, und dieser übermittelt besagten Befehl dann an alle anderen Satelliten der Konstellation. In der gleichen Weise übermitteln die einzelnen Satelliten ihre Telemetriedaten zuerst an einen Satelliten, und dieser funkt sie dann gesammelt nach Xi’an. Auf diese Art werden bei den Bodenstationen, die pro Tag mehr als 200 Orbitalüberwachungen durchführen müssen (Stand 2019) eine große Menge an Ressourcen eingespart. Am 31. Juli 2020 wurde das Satellitennavigationssystem Beidou 3 zur weltweiten Nutzung offiziell freigegeben.
Der von anderen Navigationssystemen nicht angebotene Kurznachrichtendienst – ein einfaches, aber preiswertes „Satellitentelefon“ – wird vor allem von Fischern genutzt, um ihren Fang bereits während der Rückfahrt noch auf hoher See zu verkaufen. Im Februar 2023 nutzten mehr als 40.000 Fischerboote diesen Dienst.
Am 17. Mai 2023 wurde der erste Ersatzsatellit für Beidou 3 gestartet, der nach dem Erreichen seiner geostationären Position bei 160° östlicher Länge und einer gewissen Testphase als sogenannte „vorgewärmte Reserve“ (热备份) in das System integriert werden sollte. Bei diesem, von der Chinesischen Akademie für Weltraumtechnologie entwickelten Satelliten wurde die Zahl der Kurznachrichten, die er gleichzeitig übertragen kann, um 1/3 erhöht.
Im Jahr 2035 soll die nächste Generation des Beidou-Systems in Betrieb gehen.

## Aktuelle Satellitenliste
| Lfd. Nr. | Start (UTC)   | Träger- rakete | Satel- liten- name | PRN      | Orbit    | Position (östl. Länge) | Inkli- nation | Katalog- Nr. (AFSC) | COSPAR- Bezeichnung | Bemerkung     |
| Beidou-2 | Beidou-2      | Beidou-2       | Beidou-2           | Beidou-2 | Beidou-2 | Beidou-2               | Beidou-2      | Beidou-2            | Beidou-2            | Beidou-2      |
| -------- | ------------- | -------------- | ------------------ | -------- | -------- | ---------------------- | ------------- | ------------------- | ------------------- | ------------- |
| 1        | 13. Apr. 2007 | CZ-3A          | M1                 | –        | MEO      | –                      | 57°           | 31115               | 2007-011A           | außer Betrieb |
| 3        | 16. Jan. 2010 | CZ-3C          | G1                 | –        | GEO      | 140°                   | 2°            | 36287               | 2010-001A           | außer Betrieb |
| 4        | 2. Juni 2010  | CZ-3C          | G3                 | –        | GEO      | 97°                    | 2°            | 36590               | 2010-024A           | außer Betrieb |
| 5        | 31. Juli 2010 | CZ-3A          | IGSO1              | C06      | IGSO     | 118°                   | 55°           | 36828               | 2010-036A           |               |
| 6        | 31. Okt. 2010 | CZ-3C          | G4                 | C04      | GEO      | 160°                   | 1°            | 37210               | 2010-057A           |               |
| 7        | 17. Dez. 2010 | CZ-3A          | IGSO2              | C07      | IGSO     | 118°                   | 55°           | 37256               | 2010-068A           |               |
| 8        | 9. Apr. 2011  | CZ-3A          | IGSO3              | C08      | IGSO     | 118°                   | 56°           | 37384               | 2011-013A           |               |
| 9        | 26. Juli 2011 | CZ-3A          | IGSO4              | C09      | IGSO     | 95°                    | 55°           | 37763               | 2011-038A           |               |
| 10       | 1. Dez. 2011  | CZ-3A          | IGSO5              | C10      | IGSO     | 95°                    | 55°           | 37948               | 2011-073A           |               |
| 11       | 24. Feb. 2012 | CZ-3C          | G5                 | C05      | GEO      | 59°                    | 1°            | 38091               | 2012-008A           |               |
| 12       | 29. Apr. 2012 | CZ-3B          | M3                 | C11      | MEO      | –                      | 55°           | 38250               | 2012-018A           |               |
| 13       | 29. Apr. 2012 | CZ-3B          | M4                 | C12      | MEO      | –                      | 55°           | 38251               | 2012-018B           |               |
| 14       | 18. Sep. 2012 | CZ-3B/E        | M5                 | –        | MEO      | –                      | 55°           | 38774               | 2012-050A           | außer Betrieb |
| 15       | 18. Sep. 2012 | CZ-3B/E        | M6                 | C14      | MEO      | –                      | 55°           | 38775               | 2012-050B           |               |
| 16       | 25. Okt. 2012 | CZ-3C          | G6                 | C02      | GEO      | 80°                    | 1°            | 38953               | 2012-059A           |               |
| 22       | 29. März 2016 | CZ-3A          | IGSO6              | C13      | IGSO     | 96°                    | 56°           | 41434               | 2016-021A           |               |
| 23       | 12. Juni 2016 | CZ-3C          | G7                 | C03      | GEO      | 110°                   | 1°            | 41586               | 2016-037A           |               |
| 32       | 9. Juli 2018  | CZ-3A          | IGSO7              | C16      | IGSO     | 112°                   | 55°           | 43539               | 2018-057A           |               |
| 45       | 17. Mai 2019  | CZ-3C          | G8                 | C01      | GEO      | 80°                    | 1°            | 44231               | 2019-027A           |               |
| Beidou-3 |               |                |                    |          |          |                        |               |                     |                     |               |
| 17       | 30. März 2015 | CZ-3C/YZ-1     | IGSO 1-S           | C31      | IGSO     | 98°                    | 55°           | 40549               | 2015-019A           | Testsatellit  |
| 18       | 25. Juli 2015 | CZ-3B/YZ-1     | M1-S               | C57      | MEO      | –                      | 55°           | 40748               | 2015-037A           | Testsatellit  |
| 19       | 25. Juli 2015 | CZ-3B/YZ-1     | M2-S               | C58      | MEO      | –                      | 55°           | 40749               | 2015-037B           | Testsatellit  |
| 20       | 29. Sep. 2015 | CZ-3B          | IGSO 2-S           | C56      | IGSO     | 95°                    | 55°           | 40938               | 2015-053A           | Testsatellit  |
| 21       | 1. Feb. 2016  | CZ-3C/YZ-1     | M3-S               | –        | MEO      | –                      | 55°           | 41315               | 2016-006A           | Testsatellit  |
| 24       | 5. Nov. 2017  | CZ-3B/YZ-1     | 3 M1               | C19      | MEO      | –                      | 55°           | 43001               | 2017-069A           |               |
| 25       | 5. Nov. 2017  | CZ-3B/YZ-1     | 3 M2               | C20      | MEO      | –                      | 55°           | 43002               | 2017-069B           |               |
| 26       | 11. Jan. 2018 | CZ-3B/YZ-1     | 3 M7               | C27      | MEO      | –                      | 55°           | 43107               | 2018-003A           |               |
| 27       | 11. Jan. 2018 | CZ-3B/YZ-1     | 3 M8               | C28      | MEO      | –                      | 55°           | 43108               | 2018-003B           |               |
| 28       | 12. Feb. 2018 | CZ-3B/YZ-1     | 3 M3               | C21      | MEO      | –                      | 55°           | 43207               | 2018-018A           |               |
| 29       | 12. Feb. 2018 | CZ-3B/YZ-1     | 3 M4               | C22      | MEO      | –                      | 55°           | 43208               | 2018-018B           |               |
| 30       | 29. März 2018 | CZ-3B/YZ-1     | 3 M9               | C29      | MEO      | –                      | 55°           | 43245               | 2018-029A           |               |
| 31       | 29. März 2018 | CZ-3B/YZ-1     | 3 M10              | C30      | MEO      | –                      | 55°           | 43246               | 2018-029B           |               |
| 33       | 29. Juli 2018 | CZ-3B/YZ-1     | 3 M5               | C23      | MEO      | –                      | 55°           | 43581               | 2018-062A           |               |
| 34       | 29. Juli 2018 | CZ-3B/YZ-1     | 3 M6               | C24      | MEO      | –                      | 55°           | 43582               | 2018-062B           |               |
| 35       | 24. Aug. 2018 | CZ-3B/YZ-1     | 3 M11              | C25      | MEO      | –                      | 55°           | 43602               | 2018-067A           |               |
| 36       | 24. Aug. 2018 | CZ-3B/YZ-1     | 3 M12              | C26      | MEO      | –                      | 55°           | 43603               | 2018-067B           |               |
| 37       | 19. Sep. 2018 | CZ-3B/YZ-1     | 3 M13              | C32      | MEO      | –                      | 55°           | 43622               | 2018-072A           |               |
| 38       | 19. Sep. 2018 | CZ-3B/YZ-1     | 3 M14              | C33      | MEO      | –                      | 55°           | 43623               | 2018-072B           |               |
| 39       | 15. Okt. 2018 | CZ-3B/YZ-1     | 3 M15              | C34      | MEO      | –                      | 55°           | 43647               | 2018-078A           |               |
| 40       | 15. Okt. 2018 | CZ-3B/YZ-1     | 3 M16              | C35      | MEO      | –                      | 55°           | 43648               | 2018-078B           |               |
| 41       | 1. Nov. 2018  | CZ-3B/G3       | 3 G1               | C59      | GEO      | 140°                   | 2°            | 43683               | 2018-085A           |               |
| 42       | 18. Nov. 2018 | CZ-3B/YZ-1     | 3 M17              | C36      | MEO      | –                      | 55°           | 43706               | 2018-093A           |               |
| 43       | 18. Nov. 2018 | CZ-3B/YZ-1     | 3 M18              | C37      | MEO      | –                      | 55°           | 43707               | 2018-093B           |               |
| 44       | 20. Apr. 2019 | CZ-3B/G3       | IGSO-1Q            | C38      | IGSO     | 107°                   | 55°           | 44204               | 2019-023A           |               |
| 46       | 24. Juni 2019 | CZ-3B/G3       | IGSO-2             | C39      | IGSO     | 98°                    | 55°           | 44337               | 2019-035A           |               |
| 47       | 22. Sep. 2019 | CZ-3B/YZ-1     | 3 M23              | C46      | MEO      | –                      | 55°           | 44542               | 2019-061A           |               |
| 48       | 22. Sep. 2019 | CZ-3B/YZ-1     | 3 M24              | C45      | MEO      | –                      | 55°           | 44543               | 2019-061B           |               |
| 49       | 4. Nov. 2019  | CZ-3B/G3       | IGSO-3             | C40      | IGSO     | 125°                   | 59°           | 44709               | 2019-073A           |               |
| 50       | 23. Nov. 2019 | CZ-3B/YZ-1     | 3 M21              | C43      | MEO      | –                      | 55°           | 44793               | 2019-078A           |               |
| 51       | 23. Nov. 2019 | CZ-3B/YZ-1     | 3 M22              | C44      | MEO      | –                      | 55°           | 44794               | 2019-078B           |               |
| 52       | 16. Dez. 2019 | CZ-3B/YZ-1     | 3 M19              | C41      | MEO      | –                      | 55°           | 44864               | 2019-090A           |               |
| 53       | 16. Dez. 2019 | CZ-3B/YZ-1     | 3 M20              | C42      | MEO      | –                      | 55°           | 44865               | 2019-090B           |               |
| 54       | 9. März 2020  | CZ-3B/G3       | 3 G2               | C60      | GEO      | 80°                    | 3°            | 45344               | 2020-017A           |               |
| 55       | 23. Juni 2020 | CZ-3B/G2       | 3 G3               | C61      | GEO      | 110,5°                 | 3°            | 45807               | 2020-040A           | Testbetrieb   |
| 56       | 17. Mai 2023  | CZ-3B/G2       | 3 G4               | C62      | GEO      | 160°                   | 3°            | 56564               | 2023-066A           | Testbetrieb   |

Stand: 10. August 2023

## Empfänger-Unterstützung
Im Jahr 2021 wurden in China 324 Millionen Smartphones hergestellt, die das Beidou-System unterstützen. Dies entsprach 94,5 % der nationalen Jahresproduktion an Smartphones. Weltweit unterstützten 2023 gut 300 verschiedene Smartphone-Modelle die Ortsbestimmungsfunktion von Beidou.

## Nutzung

### Europa
Die Volksrepublik China nutzt das Navigationssystem und seine dadurch ermöglichten Anwendungen für ihre internationalen Beziehungen, Militär- und Wirtschaftspolitik. So hatte man nach den ersten Erfahrungen mit Beidou 1 geplant, sich dem europäischen Galileo-System anzuschließen. Am 28. Mai 2003 erteilte der Rat der Europäischen Union der Europäischen Kommission die Genehmigung, in offizielle Verhandlungen mit China einzutreten. Nach einem ersten Treffen in Brüssel am 23. April 2003 fand am 18. September 2003 ein weiteres Treffen in Peking statt, bei dem François Lamoureux (1946–2006), der Leiter der damaligen Generaldirektion Energie und Verkehr der EU-Kommission, und Shi Dinghuan (石定环, * 1943), Generalsekretär des Ministeriums für Wissenschaft und Technologie der Volksrepublik China, einen Vertragsentwurf unterzeichneten, in dem eine Zusammenarbeit bei satellitengestützter Navigation und Zeitsignalen vereinbart wurde, sowohl bei Wissenschaft und Technologie als auch bei Herstellung, Dienstleistungen und Vermarktung, außerdem gemeinsame Standards bei den genutzten Frequenzen und der Zertifizierung. China erklärte sich bereit, sich mit 230 Millionen Euro am Galileo-Projekt zu beteiligen, etwa ein Fünftel der damals erwarteten Kosten von 1,1 Milliarden Euro für ein Netzwerk mit 30 Satelliten.
Der Vertrag wurde zwar erst bei dem EU-China-Gipfel am 30. Oktober 2003 final unterzeichnet, aber bereits am 19. September wurde im Pekinger Hochtechnologiebezirk Zhongguancun das „China-Europe Global Navigation Satellite System Technical Training and Co-operation Centre“ (CENC) eingeweiht, bei dem alle chinesischen Galileo-Aktivitäten gebündelt werden sollten. Das Zentrum wurde gemeinsam vom Ministerium für Wissenschaft und Technologie, dem Nationalen Zentrum für Fernerkundung (国家遥感中心), der Europäischen Kommission und der ESA betrieben, es sollte als Plattform dienen, wo europäische Firmen mit chinesischen Partnern zusammenkommen konnten, um gemeinsam Anwendungen für das Galileo-System zu entwickeln.
Seinerzeit erhoffte sich vor allem die europäische Rüstungsindustrie Geschäfte mit China. Man ging davon aus, dass wenn ein Land sich für Galileo entschied, es militärische Systeme wie Lenkraketen etc. so auslegen würde, dass sie mit Galileo kompatibel wären. Auf der anderen Seite gab es in der EU auch Politiker, die Chinas Beteiligung an Galileo als Versuch sahen, die strategische Partnerschaft Europas mit den USA auszuhebeln. Ein britischer Experte war davon überzeugt, dass es China darum ging, europäische Technologie zu übernehmen und sie bei den militärischen Anwendungen des eigenen Beidou-Systems zu verwenden, etwas wovon man China schwer abhalten konnte. Außerdem übten Taiwan und die USA von Beginn an Druck auf die EU und andere Staaten aus, die Zusammenarbeit mit China zu reduzieren.
Der Druck zeigte Wirkung. Nachdem die chinesische Regierung 2004 das Beidou-2-Projekt für den Asien-Pazifik-Raum genehmigt hatte, trat die Volksrepublik in Verhandlungen mit der Schweizer Firma Spectratime (damals Temex Time) über einen Kauf von Rubidium-Oszillatoren als Zeitgeber für die Satelliten ein. Die Verhandlungen liefen anfangs gut, bis Spectratime die Atomuhren plötzlich nicht mehr an China verkaufen wollte.
2006 wurde dann doch noch ein Vertrag unterzeichnet, gemäß dem Spectratime China 20 alte Oszillatoren liefern würde,
die die Firma seit Mitte der 1990er Jahre von einer stornierten Bestellung aus Russland noch auf Lager hatte.
Der Vorfall führte jedoch in China zu der Einschätzung, dass auf Ausländer kein Verlass sei.
Im Dezember 2007 zog sich die Volksrepublik de facto aus dem Galileo-Projekt zurück.
2010 wurde die Partnerschaft offiziell beendet.

### Asien-Pazifik-Raum
Mit den asiatischen Ländern funktioniert die Zusammenarbeit deutlich besser. Auf einer Konferenz von Wissenschaftlern und Ingenieuren in Peking am 19. Januar 2013 kündigte Wan Gang, der damalige Minister für Wissenschaft und Technologie an, dass China im Rahmen des am 22. September 2012 gestarteten wissenschaftlich-technischen Partnerschaftsprogramms mit dem Verband Südostasiatischer Nationen (中国东盟科技伙伴计划) in jedem Mitgliedsland des Verbandes Bodenstationen für das Beidou-System errichten wollte.
Dadurch konnte die Genauigkeit der Positionsbestimmung für die öffentliche Nutzung im Asien-Pazifik-Raum bis 2018 von 10 m auf 5 m gesteigert werden.
Da es mit Hilfe der Bahnverfolgungsstationen und einer von Zhao Qile (赵齐乐, * 1975) und seinen Kollegen am Forschungsinstitut für die Technik der satellitengestützten Navigation und Positionsbestimmung (卫星导航定位技术研究中心) der Wuhan-Universität
entwickelten Software namens Position And Navigation Data Analysis (PANDA) möglich ist, die Position der Satelliten auf wenige Millimeter genau zu bestimmen, ist im Asien-Pazifik-Raum eine Ortsbestimmung im Stand bis auf einige Zentimeter genau technisch machbar, wenn sich der Benutzer bewegt, dann im Dezimeterbereich.
Dies würde Satellitenunterstützung beim sogenannten „Fahrzeug-Ad-hoc-Netz“ (车联网), beim autonomen Fahren und automatischen Einparken ermöglichen.
Da das für zivile Nutzer zugängliche Beidou-System dem amerikanischen Standard Positioning Service an Präzision überlegen ist, sieht man in China auf diesem Gebiet ein vielversprechendes Geschäftsfeld.

### Landwirtschaft
Zunächst geht es hierbei jedoch um Anwendungen in der Landwirtschaft. In Tunis, wo das Büro für die Verwaltung des chinesischen Satellitennavigationssystems am 10. April 2018 zusammen mit der Arabischen Organisation für Informations- und Kommunikationstechnologien (AICTO) im Elgazala Technopark ein Chinesisch-Arabisches Beidou-Zentrum eröffnet hatte,
wurde bei einer Tagung am 1./2. April 2019 ein selbstfahrender Traktor vorgestellt.
Ingenieure der UniStrong AG aus Peking hatten am 10. März des Jahres in einem Traktor der Landwirtschaftlichen Hochschule Majaz al Bab innerhalb weniger Stunden ein elektrisches Steuerrad und ein Beidou-Gerät eingebaut, das es dem Traktor ermöglichte, ohne menschliches Eingreifen präzise Kurs zu halten.
Ihm immer wieder in den Weg gelegte Steine umfuhr er in engem Abstand und kehrte dann wieder auf seinen alten Kurs zurück.
Bei der Frühjahrsaussaat 2020 kam in Xinjiang, wo die Äcker durch das häufig flache Terrain für maschinelle Bearbeitung besonders geeignet sind, ein ähnliches System der Rongwei Elektroniktechnologie-Entwicklungsgesellschaft (成都蓉威电子技术开发公司) aus Chengdu zum Einsatz. Durch die Aussaat in präzisen Reihen, die im selben Arbeitsgang gleich mit Folie abgedeckt werden, hofft man – neben der Arbeitserleichterung für die Landwirte – den Ernteertrag um 7 % bis 15 % steigern zu können.

### Atomstreitkräfte Pakistans
In Pakistan wird Beidou dagegen vor allem militärisch genutzt. 2011 besuchte eine Delegation der Atomstreitkräfte Pakistans (Pakistan Strategic Forces Command) das seinerzeit beim Einsatzführungskommando des Generalstabs (中国人民解放军总参谋部作战部) angesiedelte Büro für Topographie, Kartographie und Navigation (总参谋部测绘导航局, das heutige Büro für satellitengestützte Navigation des Gemeinsamen Generalstabs bei der Zentralen Militärkommission),
wo man eine Vereinbarung unterzeichnete, die Pakistan im Gegenzug für die Betreuung der Beidou-Satelliten von der Bodenstation Karatschi der Space and Upper Atmosphere Research Commission Zugang zu deren besonders gesicherten Signalen gewährte. Über die ursprünglich für den Kommunikationssatelliten Paksat 1R errichtete Bodenstation konnte die pakistanische Armee auch die Positionsrückmeldung und den Kurznachrichtendienst des Beidou-Systems nutzen.
Der endgültige Vertragsabschluss zwischen SUPARCO und dem Büro für die Verwaltung des chinesischen Satellitennavigationssystems fand Ende September 2012 in Karatschi statt.

### U-Bahn Peking
Prinzipiell können Navigationssatelliten nur im Freien genutzt werden. Am 20. März 2022 begann man jedoch, die 30 km lange Flughafenlinie der U-Bahn Peking von den beiden Terminals des alten Flughafens Peking-Hauptstadt nach Beixinqiao (北新桥) im Stadtbezirk Dongcheng mit einem mit dem 5G-Telefonnetz integrierten Zusatzsystem auszurüsten, das es ermöglicht, die Position der Züge mit einer Genauigkeit von 2 m zu bestimmen, was auch Rettungseinsätze erleichtert. Außerdem können Passagiere mit diesem System in den komplexen, mehrstöckigen U-Bahnhöfen mittels dreidimensionaler Darstellung auf ihren Mobiltelefonen leichter ihren Weg finden.

## Ausgediente Satelliten
Der am 14. April 2009 noch für das Beidou-2-System gestartete Satellit G2 erreichte zwar seine geostationäre Umlaufbahn, begann aber einige Monate nach Erreichen seiner Position zu driften, zuerst nach Westen, dann wieder nach Osten. Der Satellit wurde nie in Betrieb genommen. Am 24. Oktober 2021 wurde der von der Shanghaier Akademie für Raumfahrttechnologie hergestellte Experimentalsatellit Shijian 21 in eine mehr oder weniger geostationäre, um 8,2° zum Äquator geneigte Umlaufbahn befördert.
Dort führte er Anfang November 2021 mithilfe seiner chemischen und elektrischen Triebwerke Annäherungstests mit einem mitgeführten Kleinsatelliten durch. Nachdem diese erfolgreich verlaufen waren, näherte sich Shijian 21 dem defekten Beidou-Satelliten, koppelte an ihn an und schleppte ihn am 22. Januar 2022 in einen sicheren Orbit 3000 km über dem von zahlreichen Satelliten genutzten geostationären Orbit (der übliche Friedhofsorbit liegt nur 300 km über dem geostationären Orbit).
Am 26. Januar 2022 koppelte Shijian 21 von dem Beidou-Satelliten ab und kehrte in einen geostationären Orbit zurück.